# داستان لوئی پاستور
داستان لوئی پاستور (انگلیسی: The Story of Louis Pasteur) فیلمی در ژانر زندگی‌نامه‌ای به کارگردانی ویلیام دیترله است که در سال ۱۹۳۶ منتشر شد.

## بازیگران
- پل مونی
- آنیتا لوئیس
- جوزفین هاچینسون
- دونالد وودز
- آکیم تامیروف
- پرتر هال
- هنری اونیل
- ویلیام بورِس
- سی. مانتگیو شا
- پل وایگل

## جوایز
- جایزه اسکار بهترین بازیگر نقش اول مرد (پل مونی)
- جایزه اسکار بهترین فیلم‌نامه اقتباسی (پیر کولینگز و شریدان گیبنی)